# Gladde rol

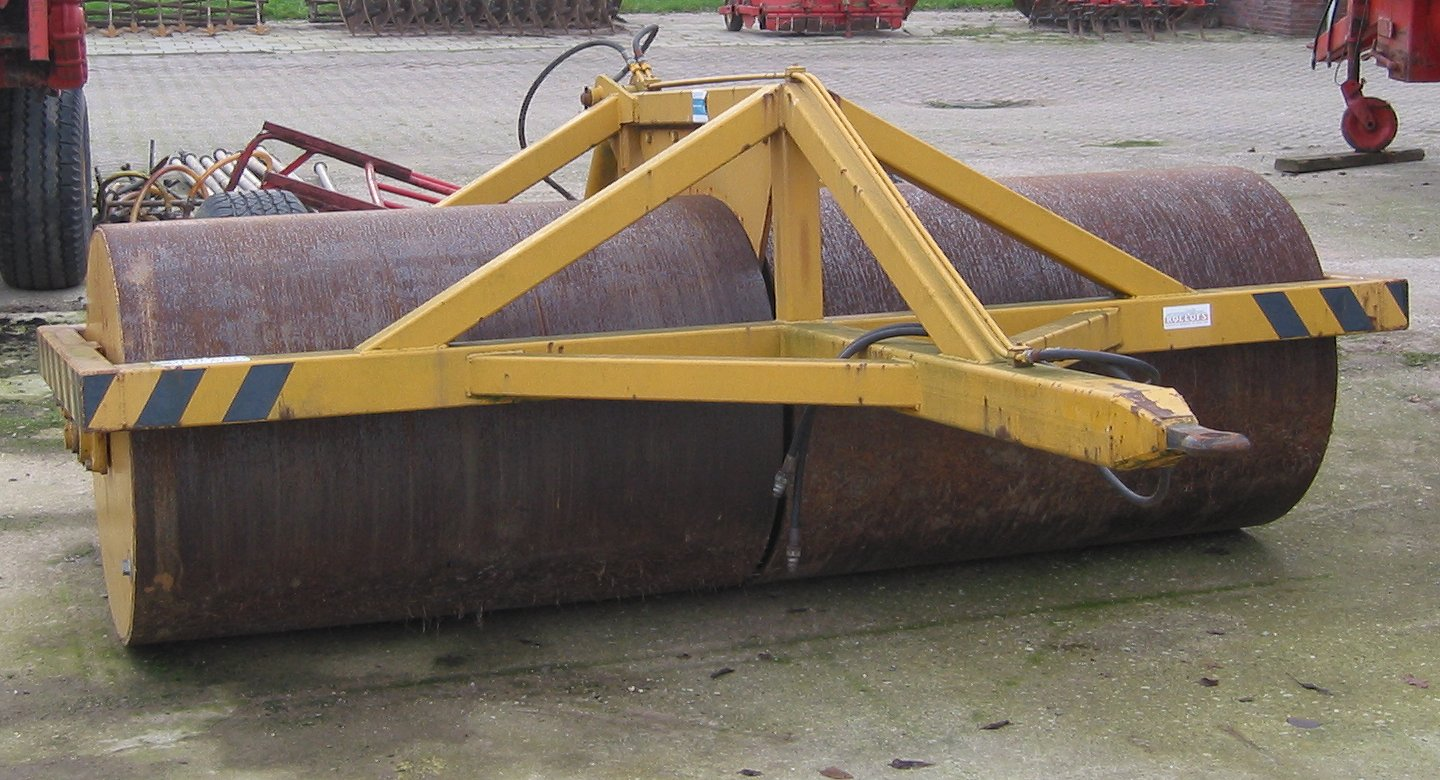
Gladde rol

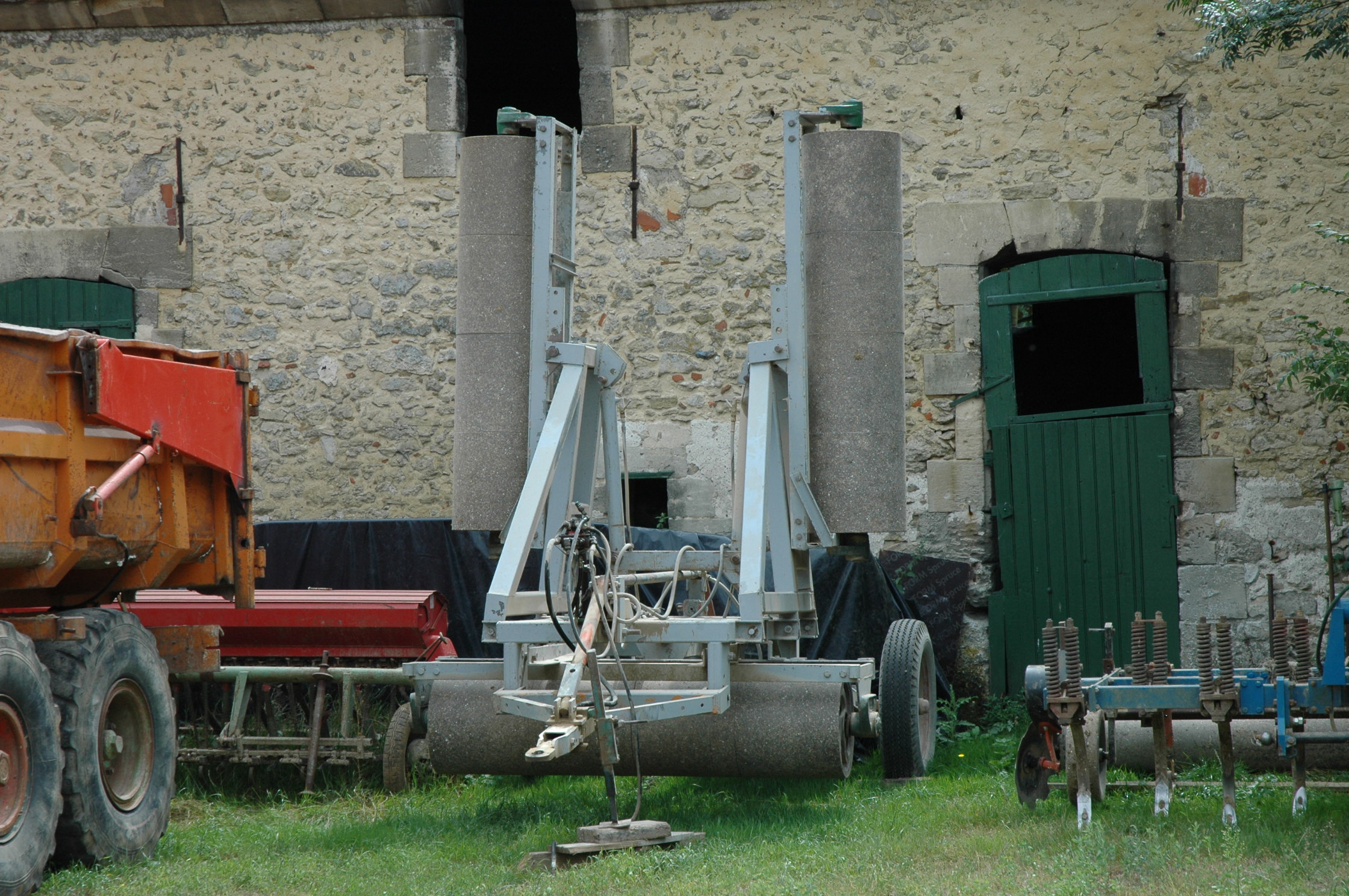
Gladde rol

Een gladde rol is een landbouwwerktuig dat kan worden gebruikt wordt om geploegde grond aan te drukken en kluiten te verkruimelen. Ook wordt de rol gebruikt om grasland vlak te maken, vaak nadat er koeien hebben gelopen.
De rol wordt door een tractor voortgetrokken. Een gladde rol laat een glad grondoppervlak achter, dat bij kale grond makkelijk kan verslempen op slempgevoelige grond. Op dit soort gronden is een cambridgerol beter geschikt. Een gladde rol kan zowel voor als na het zaaien gebruikt worden en wordt vooral toegepast bij fijne zaden, zodat er geen grond wordt "afgemaaid" bij de oogst.
De rol wordt vaak zwaarder gemaakt door deze geheel of gedeeltelijk te vullen. Hiervoor kan onder andere water of (verlopen/gebruikte) olie worden gebruikt. Het voordeel van olie is dat de rol niet kan kapotvriezen, wat wel kan gebeuren als er water wordt gebruikt.